# ФК Баранкиля
ФК Баранкиля (на испански: Barranquilla F.C.) е колумбийски футболен отбор от Баранкиля, департамент Атлантико. Основан е на 8 април 2005 г.

## История
Когато ФК Йохан преустановява участието си в Категория Примера Б и мястото му трябва да бъде заето от друг, група млади предприемачи, начело с политика Артуро Чар, син на Фуад Чар, също политик и собственик на Хуниор, решава, че град Баранкиля трябва да има отбор и във втора дивизия. Така се стига до създаването на едноименния отбор, който е и сателит на Хуниор. Той няма нито участия в Категория Примера А, нито някакви особени успехи във втора дивизия.

## Играчи

### Известни бивши играчи
- Армандо Ниевес
- Владимир Ернандес
- Карлос Бака
- Луис Муриел
- Макнели Торес
- Теофило Гутиерес
- Хосимар Гомес